# Ham (ximpanzé)
El ximpanzé Ham fou el primer homínid a volar a l'espai exterior amb la Mercury-Redstone 2. El nom és l'abreviació de Holloman Aerospace Medical Center.

## Els entrenaments i l'elecció de Ham
Ham pertanyia a un grup de sis ximpanzés entrenats en el centre de medicina aeroespacial de Holloman, on fou entrenat per moure algunes palanques en funció de diversos llums activats. Durant el seu entrenament rebia llepolies com a premi o descàrregues elèctriques com a càstig.

## Missió Mercury-Redstone 2
El 31 de gener de 1961, Ham va enlairar-se en una missió de prova del projecte Mercury l'objectiu del qual era simular exactament allò que sentiria el primer astronauta nord-americà durant el seu històric viatge suborbital.
L'enlairament va reeixir sense incidents, però un problema al regulador d'acceleració del coet va causar un excés de velocitat que no es va resoldre fins que es va esgotar l'oxigen líquid, la qual cosa va portar la càpsula a una altitud màxima de 253 km, superior a l'esperada. Això implicava que Ham patís un període d'ingravidesa de 7 minuts, i una reentrada amb una desacceleració de 14,7 Gs, més elevada del normal. El vol va durar 16 minuts i 39 segons i la càpsula va aterrar a l'oceà Atlàntic, a 679 km de distància del punt d'enlairament, 209 km més enllà del previst. Com a resultat del major impacte, de la prolongada espera fins a l'arribada del rescat, i de la violència de les ones, una mica d'aigua va penetrar en l'interior de la càpsula.
Per fortuna, Ham va ser rescatat sa i estalvi, i una ràpida revisió va confirmar que es trobava sa i estalvi.
Va morir el 19 de gener de 1983, amb 26 anys al parc zoològic de la Carolina del Nord.